# キアラへ
『キアラへ』（原作：A Chiara）は、2021年のイタリアのドラマ映画。監督はジョナス・カルピニャーノで、彼がカラブリア州で撮影した『地中海』『チャンブラにて』に続く三部作の3作目となる。出演はスワミー・ロートロ、クラウディオ・ロートロ、グレシア・ロートロ、カルメラ・フーモら。
2021年7月9日にカンヌ国際映画祭の監督週間部門でワールドプレミア上映され、非常に高い評価を得た。その後、イタリアではMK2 FilmsとLucky Red、アメリカではネオンによって配給された。

## キャスト
- キアラ: スワミー・ロートロ
- クラウディオ: クラウディオ・ロートロ
- ジュリア: グレシア・ロートロ
- カルメラ: カルメラ・フーモ
- ジョージア: ジョージア・ロートロ
- アントニオ: アントニオ・ロートロ
- エンツォ: ヴィンツェンツォ・ロートロ
- ニーナ: アントニーナ・フーモ
- Giusi D'Uscio as Giusi
- Patrizia Amato as Patatina
- Concetta Grillo as Celeste Tripodi
- Koudous Seihon
- Pio Amato
- Iolanda Amato

## 製作
2019年6月19日、ジョナス・カルピニャーノが2017年の長編映画『チャンブラにて』に続く3作目となる『キアラへ』の脚本・監督を務めることが発表された。キャスティングは既に完了しており、南イタリアに位置するカラブリア州で主要撮影が開始される予定であると発表された。また、RAI Cinema、Arte France Cinéma、イタリア文化省からの資金提供を受け、イタリアの製作会社Stayblack ProductionsとフランスのHaut et Courtが共同で製作することも報じられた。
2019年10月22日、本作がEurimagesが資金援助を行う16本の長編映画に選ばれた。キャストは、本作の主人公キアラを演じるスワミー・ロートロを筆頭にロートロ一家で構成されている。
2021年3月までに撮影は終了し、ポストプロダクションが開始され、MK2 Filmsが本作の国際販売に乗り出しイタリアで配給を行った。2021年7月18日、カンヌ国際映画祭監督週間の受賞を受け、ネオンが北米配給権を獲得した。

## 公開
2021年7月9日、カンヌ国際映画祭監督週間部門でワールドプレミア上映された。また、2021年ニューヨーク映画祭のメイン・スレート部門で北米初上映された。さらに2021年8月、第55回カルロヴィ・ヴァリ国際映画祭ホライズン部門でも上映された。また、チューリッヒ映画祭で上映され、長編映画部門でゴールデンアイ賞を受賞した。
イタリアではMK2 Films、フランスではHaut et Court配給により公開された。さらに北米ではネオンが配給し、英国およびアイルランド、ドイツ、トルコ、中南米ではMUBIからストリーミング配信された。

## 評価

### 批評家の反応
批評集積サイトRotten Tomatoesでは、55件の批評家レビューのうち91％が肯定的で、平均値は7.1/10となっている。批評家の総意は、「陳腐な表現を避けようとする姿勢と中心人物の巧みな演技によって、数多ある青春映画というジャンルの中で『キアラへ』が際立っている。」としている。Metacriticでは、18件の批評家レビューがあり、加重平均値は75/100となっている。

### 受賞歴
| 賞               | 受賞日        | カテゴリ | 対象         | 結果 | 備考   |
| ---------------- | ------------- | -------- | ------------ | ---- | ------ |
| カンヌ国際映画祭 | 2021年7月15日 | 監督週間 | 『キアラへ』 | 受賞 | [ 15 ] |